# Gerlach (Nevada)
Gerlach es un lugar designado por el censo ubicado en el condado de Washoe en el estado estadounidense de Nevada. En el año 2010 tenía una población de 206 habitantes.

## Geografía
Gerlach se encuentra ubicado en las coordenadas 40°38′43″N 119°21′41″O / 40.64528, -119.36139.